# Principio de la Pitufina
El principio de la Pitufina (en inglés The Smurfette Principle) o el síndrome de Pitufina es la práctica en ciertas obras de ficción de colocar a un único personaje femenino en medio de un elenco de personajes masculinos. El único personaje femenino es una representación de todos los arquetipos considerados femeninos, por ejemplo: suele ser el objeto de deseo y la damisela en apuros. Muchas veces es estereotípicamente atractiva, blanca, rubia, vanidosa, etc. El principio de la Pitufina es una práctica de androcentrismo.

## Historia
El concepto procede de un influyente ensayo escrito por Katha Pollitt para el New York Times Magazine, «The Smurfette Principle» (1991) que se convirtió en un recurso narrativo frecuentemente citado en Internet: el Principio de la Pitufina ha sido abordado también por Anita Sarkeesian. El principio toma el nombre del personaje de dibujos animados Pitufina (de la serie de historietas Los Pitufos) que Pollitt explica en el ensayo:

Los espectáculos contemporáneos son ya sea protagonizados esencialmente solo por hombres, como Garfield, o se organizan en lo que yo llamo el principio de Pitufina: un grupo de amigos masculinos será acentuado por una mujer solitaria, definida de manera estereotipada.

Sarkeesian argumenta que este recurso narrativo es nocivo porque solo ofrece una visión limitada de lo que debe ser una mujer, además de que establece lo masculino como norma y lo femenino como la excepción.

## Pitufinas
El nombre hace referencia a la Pitufina, que durante bastante tiempo fue el único personaje femenino de la serie de historietas Los pitufos. Otros personajes femeninos que sufren del principio de Pitufina son:
- Princesa en Comando G
- La Mujer Maravilla en la Liga de la Justicia
- Miss Piggy en The Muppets
- Penny en The Big Bang Theory (en el reparto original)
- Iris en Mega Man X4
- Viuda Negra en Los Vengadores
- Gamora en Guardianes de la Galaxia (solucionado en la secuela, con la adición de Mantis)
- Abril en Las tortugas Ninja
- Sue Storm en Cuatro Fantásticos
- Acerina en Halcones Galácticos
- Agata June en Fuerza G o Gatchaman
- Chitara en Los Thunder Cats
- Isabella en Phineas y Ferb, en el grupo de personajes niños
- La princesa Leia en la trilogía original de Star Wars
- Elaine Benes en Seinfeld
- Kanga en Winnie the Pooh
- Eleven en Stranger Things (en el reparto original)
- Skye en La patrulla canina (en el reparto original)
- Noodle en Gorillaz
- Gadget Hackwrench en Chip y Dale al rescate (serie)
- Nea en Los Pulentos
- Gloria en el elenco de la trilogía de Madagascar
- Laney Penn en Grojband
- Reggie en Rocket Power
- Shizuka en Doraemon
- Collete Tatou en Ratatouille
- Arenita Mejillas en Bob Esponja